# Серебрянников, Александр Георгиевич
Александр Георгиевич Серебрянников (Серебренников) (июнь 1904 года — 8 июля 1943 года) — помощник командира взвода 25-го гвардейского стрелкового полка 6-й гвардейской стрелковой дивизии 13-й армии Центрального фронта, гвардии старший сержант, Герой Советского Союза.

## Биография
Александр Георгиевич Серебрянников (Серебренников) родился в июне 1904 года на станции Юрюзань ныне Белорецкого района Башкирии (по другим данным — в деревне Малоказаккулово Учалинского района) в семье рабочего.
Русский. Получил начальное образование. Работал валяльщиком обуви в городе Верхнеуральск, в обувной артели в городе Белорецк Башкирской АССР. Призван в армию в 1942 году Белорецким райвоенкоматом Башкирской АССР.
В действующей армии с мая 1942 года. Член ВКП(б) с 1943 года.
Помощник командира взвода 25-го гвардейского стрелкового полка (6-я гвардейская стрелковая дивизия, 13-я армия, Центральный фронт) гвардии старший сержант Серебрянников отличился в боях на Орловско-Курском направлении. Погиб в бою.
Похоронен в селе Ольховатка Поныровского района Курской области.

## Подвиг

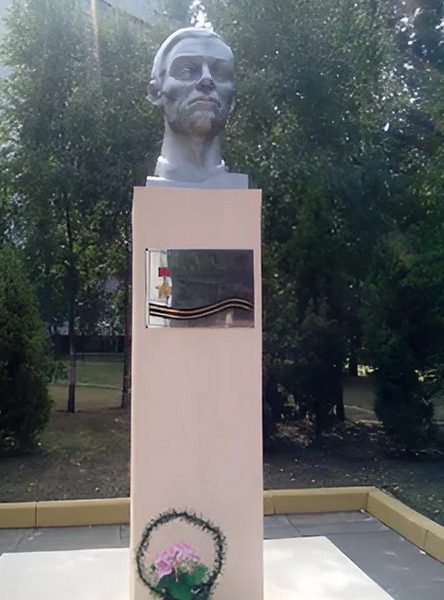
Бюст сержанта Серебрянникова. 2015 год. Печи. Борисов.

В бою на орловско-курском направлении с 7 июля 1943 года в отражении крупных атак противника проявил исключительное мужество, геройство и отвагу. Когда командир взвода выбыл из строя, сложилось критическое положение. Серебрянников по своей инициативе принял командование на себя и руководил отражением ожесточённых атак противника. В этом бою лично уничтожил свыше 50 автоматчиков, отбил своим взводом 8 атак противника. Когда группе автоматчиков удалось ворваться в траншеи 8-й стрелковой роты, гвардии старший сержант Серебрянников поднял свой взвод в контратаку, уничтожил противника и занял прежнее положение. Дважды раненый, истекая кровью, не ушёл с поля боя и до последней минуты своей жизни руководил взводом. При отражении последней атаки врага погиб.
Указом Президиума Верховного Совета СССР от 27 августа 1943 года посмертно присвоено звание Героя Советского Союза.

## Награды и звания
- Медаль «Золотая Звезда» Героя Советского Союза (27.08.1943)[2];
- Орден Ленина (27.08.1943).

## Память
- Именем Героя названа улица в городе Белорецке. В декабре 1965 года у здания средней школы (ныне — Гимназии № 17) города Белорецка открыт памятник А. Г. Серебрянникову[5].
- Именем Героя названа улица в военном городке Печи (город Борисов, Минская область, Республика Беларусь). Памятник гвардии старшему сержанту Серебрянникову является частью комплекса Памяти Героев Советского Союза 6-й гвардейской стрелковой Ровенской дивизии (ныне — 72-й гвардейский объединённый учебный центр подготовки прапорщиков и младших специалистов).